# Dock (informàtica)

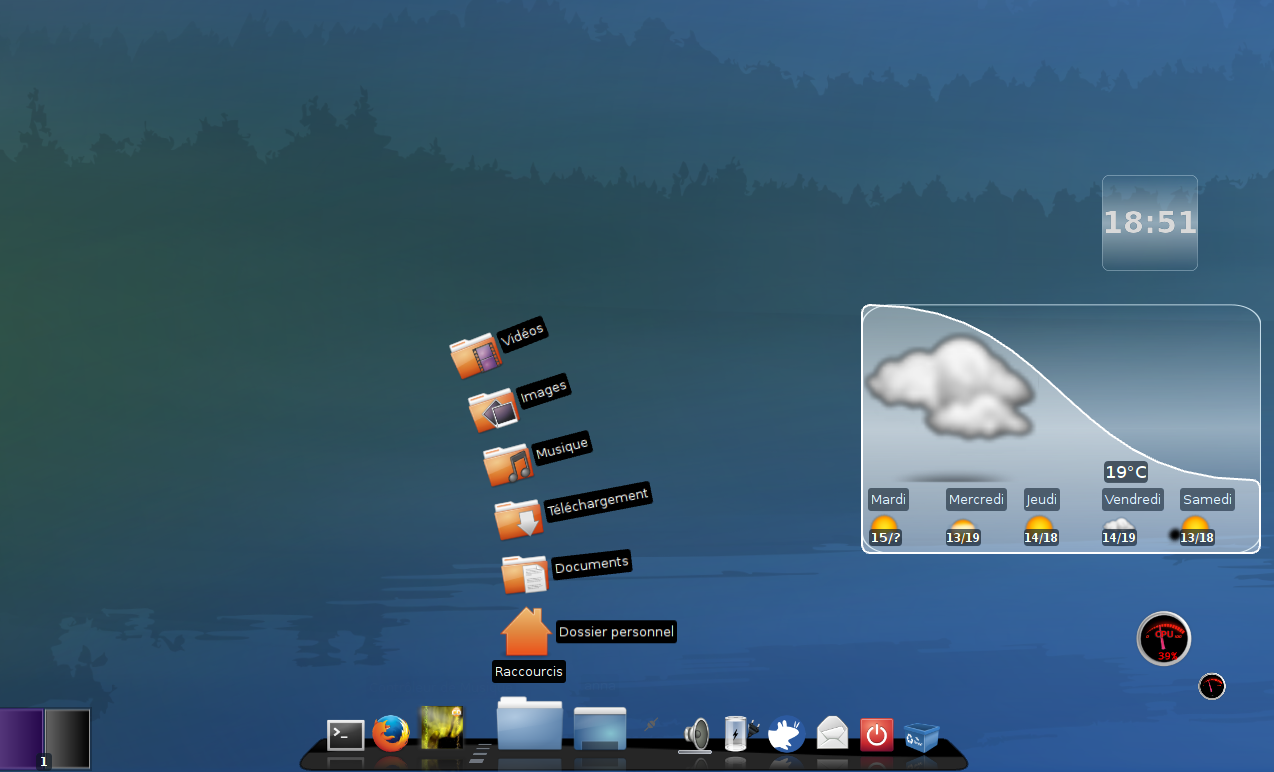
Dock de Cairo-Dock

En informàtica, un dock de llançament és un element d'interfície gràfica d'usuari que permet als usuaris llançar una aplicació, canviar-la i monitorar-la. És un component de moltes interfícies gràfiques d'usuari. Aquest sistema també anomenat barra d'inici ràpid s'ha establert com un pràctic mitjà d'accés centralitzat a les aplicacions, en els ordinadors d'escriptori. Durant molt de temps, els docks només van estar presents en alguns sistemes operatius Unix, incloent entre ells, Common Desktop Environment i NeXTStep, mentre que altres sistemes operatius com Windows o Mac Os clàssic no els usaven. Va ser amb el Mac OS X, que va heretar molts elements de NeXTStep, quan es va començar a usar el Dock fora de Linux. Des de Windows 7 també es va oferir l'opció d'ancorar programes a la barra de tasques que és una cosa semblant al Dock del MacOS. El Dock pot existir com una entitat independent o integrat dins d'un altre element de la GUI, com una barra de tasques, ja que hi ha Docks alternatius instal·lables per a molts sistemes operatius.

## Característiques

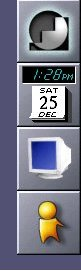
Dock de Window Maker, similar a NexStep

La primera aplicació coneguda del que avui coneixem com "Dock", va ser Icon bar (la barra d'icones) del RISC OS, apareguda el 1987. Una altra implementació del concepte de dock va ser la barra d'icones que apareixia al sistema operatiu Arthur de l'ordinador Acorn, i el dock del sistema operatiu NEXTSTEP, precursor del Mac OS X d'Apple
Aquest concepte de base va ser popularitzat per NeXTSTEP, ja que el sistema operatiu va servir de base per a Mac OS X. No obstant això, el seu origen es remunta al sistema operatiu Arthur llançat en 1987 i avantpassat de RISC OS. El moll es va anomenar llavors "Iconbar". Els sistemes de fitxers muntats i altres coses (com la impressora) estaven iconificats a l'esquerra de la barra d'icones. La part dreta estava reservada per executar aplicacions. Els fitxers es poden arrossegar i deixar anar en aquesta barra.
En els sistemes operatius d'Apple Macintosh (versions des de Mac OS X 10.0 en endavant) és la barra d'accessos directes, molt similar a la usada en l'entorn KDE.
Es divideix en dues zones:
1. Allà on es posen les aplicacions preferides amb la icona del Finder i el Dashboard .
2. Allà on hi ha les carpetes d'aplicacions, els documents i la paperera de reciclatge. En aquesta part del dock s'hi pot posar qualsevol fitxer per al seu fàcil accés, mentre que a la primera part només s'hi poden posar aplicacions, com també s'hi poden trobar icones de les finestres minimitzades).

## Unix i similars a Unix

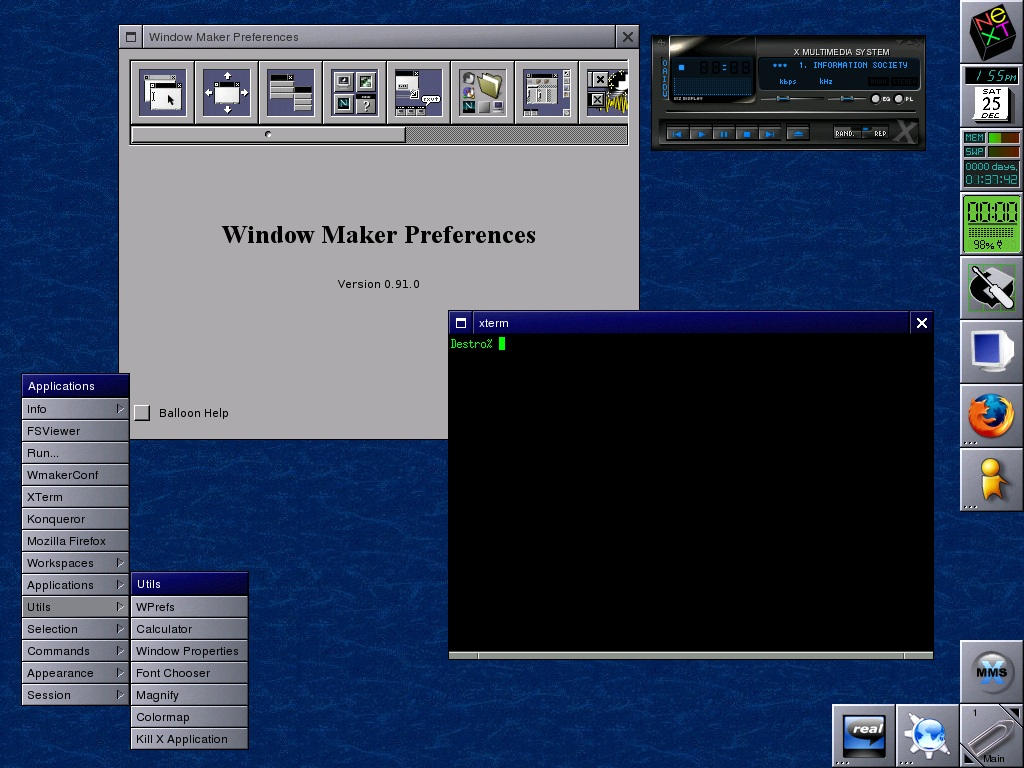
Dock de Window Maker, similar a NEXTSTEP

### NeXTStep / Window Maker
El Dock serveix com una solució simple sota NeXTStep i la seva rèplica gratuïta de Window Maker basada en GNUstep per iniciar ràpidament programes usats amb freqüència. Per fer això, es col·loquen icones al Dock, que després inicien l'aplicació associada. El Dock sempre és a la vora dreta de la pantalla. Les icones per a l'administrador de l'espai de treball i la paperera són parts integrals del Dock.
Com una barra de tasques, el Dock també ofereix l'opció de determinar si l'aplicació respectiva s'està executant actualment o no. El nombre màxim d'icones al Dock depèn de la resolució de la pantalla, ja que les icones del Dock sempre tenen una mida fixa.

### Mac OS
Al sistema operatiu Mac X (des del 2016 “macOS”) d'Apple, la base també va ser adoptada de NeXTStep, però té algunes innovacions. A diferència de NeXTStep, no només serveix com a forma d'iniciar programes, sinó que també funciona com a barra de tasques, per la qual cosa també conté icones per a totes les aplicacions obertes. La mida del dock ja no està limitada, sinó que canvia depenent de la quantitat d'icones que conté, perquè el dock sempre càpiga a la pantalla. Per poder reconèixer moltes icones al dock, aquests s'engrandeixen com una lupa quan el cursor del ratolí està sobre ells, tret que l'usuari hagi desactivat això. Igual que amb NeXTStep, les icones del Finder i la Paperera de reciclatge són components fixos. Les icones de programes estan bàsicament a una banda i els documents a l'altra. A diferència de NeXTstep, la base es pot col·locar a la vora dreta, esquerra o inferior de la pantalla. La barra de menú típica de Mac OS és a la part superior de la pantalla.
Al macOS, un punt (un triangle en versions anteriors) a la icona mostra que el programa ja s'està executant. A més, alguns programes mostren missatges a la seva icona; Mail, per exemple, mostra la quantitat de correus electrònics no llegits.

### X11 (Linux, BSD, Solaris i altres)

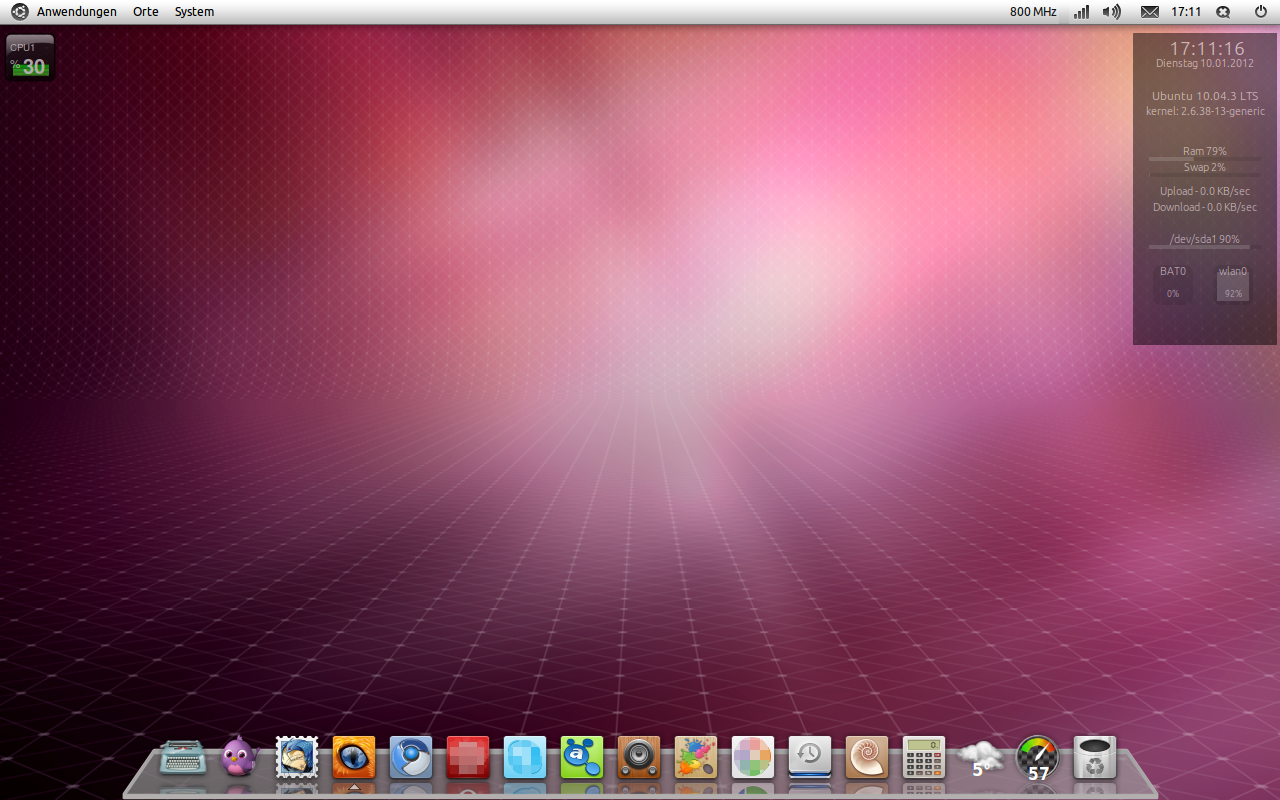
Dock d'Avant a Ubuntu

En sistemes tipus Unix també existeixen Docks per a nombrosos entorns d'escriptori. Per exemple, z. B. Ubuntu Linux preconfigura una base amb Dock. Moltes distribucions de Linux utilitzen els docks inclosos al Gnome amb Dash-to-Dock o KDE amb barra de finestres d'icones . No obstant això, hi ha nombroses alternatives, algunes amb millor integració amb altres gestors de finestres.

## AmigaOS
AmigaOS 3.9 i versions més recents van incloure una utilitat predeterminada instal·lable anomenada AmiDock. Era una utilitat gratuïta de tercers que es va convertir en estàndard de facto en versions anteriors a AmigaOS 3.9 i després es va incloure al sistema operatiu des del llançament d'AmigaOS 3.9 el 2000. AROS Intel, un clon basat en AmigaOS, va posar a disposició dels seus usuaris la utilitat freeware anomenada Amistart, deixant-los la llibertat d'instal·lar-la. MorphOS té la seva pròpia utilitat d'acoblament estàndard inclosa amb el sistema, però no és compatible amb Amiga Amidock.

## Windows
Al Windows de Microsoft no hi havia una barra directament comparable fins al Windows Vista, però des del Windows 95c la combinació de l'inici ràpid i l'àrea de finestra de la barra de tasques s'assembla a un Dock.
Amb l'ajuda de programari addicional es poden actualitzar totes les funcions del Dock, com ara l'iniciador de programes i la gestió de finestres. El programari gratuït ObjectDock està molt estès i també ofereix petites aplicacions, els anomenats Docklets (similars a un giny). La versió paga d'ObjectDock Plus també ofereix Docks de registre (Docks amb pestanyes) i la possibilitat de col·locar múltiples Docks a l'escriptori. També hi ha altres Docks gratuïts, com iz Dock, RKLauncher i XWindows Dock . Programes com AquaDock i RocketDock també mostren els efectes gràfics de Mac OS X. Un altre programa comercial és el Nexus Dock .
Al Windows 7, la barra de tasques es va ampliar per incloure la funció Ancorar a la barra de tasques, que permet llançadors de programes similars al Dock. La icona (o, segons la configuració, el nom de l'aplicació) mostra si ja s'ha iniciat i si hi ha una o més finestres obertes. A més de les aplicacions fixades (o acoblades) permanentment, es mostren altres aplicacions iniciades.

## Altres sistemes
Entre altres implementacions bàsiques hi ha: Apple Newton OS el 1993 i iOS (iPhone OS des del 2007 fins al juny del 2010) el 2007, i hi ha disponibles una varietat d'aplicacions de tercers que poden afegir capacitats de base a sistemes operatius com Microsoft Windows i Linux . El 1999, un any abans que es demostrés públicament per primera vegada la nova interfície de Mac OS X, es va presentar una patent sobre la implementació d'escriptori d'Apple que es va concedir a l'octubre del 2008.
Les primeres versions beta de Be Inc BeOS tenien una icona de base ubicada al costat esquerre de la pantalla, abans que desenvolupessin el seu propi enfocament de barra de tasques híbrida. L'entorn d'escriptori Xfce i l'entorn d'escriptori Étoilé són projectes de codi obert que proporcionen Docks inspirats en CDE i Mac OS X, respectivament.